# Rhamphidarpoides filigerus
Rhamphidarpoides filigerus är en mångfotingart som först beskrevs av Carl Graf Attems 1938.  Rhamphidarpoides filigerus ingår i släktet Rhamphidarpoides och familjen Odontopygidae. Inga underarter finns listade i Catalogue of Life.